# Poli Goltijeri
Piter Pol „Poli Valnuts“ Goltijeri  (engl. Peter Paul "Paulie Walnuts" Gualtieri) (koga glumi Toni Siriko) je izmišljeni lik u američkoj televizijskoj seriji „Porodica Soprano“ (engl. The Sopranos). Poli živi u Nju Džerziju, gde je još kao maloletnik pristupio lokalnoj mafijaškoj grupi na čijem čelu je tada bio Džoni Boj Soprano. Iako je već u poznim godinama, Poli Goltijeri je još uvek član iste organizacije, na čijem čelu je trenutno Toni Soprano, sin Džoni Boja Soprana i glavni lik serije.

## O liku
Piter Pol Goltieri, najuredniji i najdoteraniji član Soprano ekipe, bio je veoma talentovan od malih nogu. Prvi put je svoje veštine, vezane za profesiji koju je izabrao, pokazao kada je imao devet godina: dok su druga deca radila ono što je tipično za učenike osnovne škole, Poli je na smrt prebio jednog od vršnjaka. Sledećih nekolko godina je proveo po maloletničkim popravnim domovima, a sa 17 godina je postao štićenik Tonijevog oca, Džoni Boja Soprana, u čijoj organizaciji je neprestano napredovao na hijerarhiji položaja, i u njoj bio stalan, ne računajući odlazak u vojsku i povremene odlaske u zatvor.
Poli je među svojim saradnicima pozant kao osoba nasilnog temperamenta, a po nekima je i menatlno nestabilan. Ali slične osobine imaju i njegovi saradnici, te on i nije toliko različit. Iako je otvoreno prizano da je tražio pomoć psihijatra, nije odobravao Tonijevu terapiju, posebno zbog činjenice da je njegov psihijatar žensko. Iako je u svom životu bio sa mnogo žena, jedina izabranica njegovog srca uvek je bila njegova majka Nući.
Polijeva filozofija života je jednostavna: dok god svi koji treba da zarađuju za njega to i rade, on će zarađivati za Tonija, i sve će biti u redu. Međutim, nakon nekih Tonijevih odluka, Poli je bio primoran da preispita svoje poglede na svet. Čak je razmišljao i da pređe u porodicu Lupertaci koja je stacionirana u Njujorku, ali nakon što je šef porodice Karmajn Lupertaci izjavio da ne zna ni ko je on, Poli se predomislio i odlučio da ostane sa Tonijem, a njihovo prijateljstvo je ojačao kovertom punom para.
Problemi u Polijevom životu nastaju u trenutku kada saznaje da je Nući, žena za koju je verovao da mu je majka, u stvari njeogva tetka. Problemi postaju još ozbiljniji nakon što mu je dijagnoziran rak prostate. 

## Zanimljivosti
- Toni Siriko, koji je i u privatnom životu bio povezan sa organizovanim kriminalom, prihvatio je ulogu Polija Goltijerija pod uslovom da njegov lik u seriju ne bude „krtica“.

- Nadimak koji u seriji ima Korado Soprano, „Džunior“, je u stvari nadimak koji je imao Toni Siriko dok je u mlađim danima bio mafijaš, pre nego što je postao glumac.

## Spoljašnje veze
- Porodica Soprano na zvaničnom sajtu televizije HBO (језик: енглески)
- Poli Goltijeri Архивирано на веб-сајту  (23. март 2012) na IMDb (језик: енглески)